# Campeonato Gaúcho de Futebol de 1978 - Série A
O Campeonato Gaúcho de Futebol de 1978, foi a 58ª edição da competição no Estado do Rio Grande do Sul. Participaram do campeonato 20 clubes, divididos em quatro chaves de cinco. O campeonato teve seu início em 2 de agosto e témino em 17 de dezembro de 1978. O campeão deste ano foi o Internacional.

## Participantes
| - Internacional (Porto Alegre)34ª - Farroupilha (Pelotas)19ª - Brasil de Pelotas (Pelotas)25ª - Inter-SM (Santa Maria) 12ª - 14 de Julho (Passo Fundo)7ª - São Paulo (Rio Grande) 8ª - Estrela (Estrela) 3ª - Esportivo (Bento Gonçalves) 9ª - Caxias (Caxias do Sul)17ª - Bagé (Bagé) 17ª | - Grêmio (Porto Alegre)36ª - Pelotas (Pelotas)25ª - Novo Hamburgo (Novo Hamburgo)34ª - Cruzeiro-RS (Porto Alegre)15ª - Gaúcho (Passo Fundo)14ª - Guarany-BA (Bagé)26ª - Juventude (Caxias do Sul)16ª - Santo Ângelo** (Santo Ângelo)6ª - Santa Cruz -RS(Santa Cruz do Sul)14ª - São Borja (São Borja) 4ª |

** O Santo Ângelo disputou a competição em 1971 e 1972 com o nome Tamoyo.

## Primeira Fase
| - Grupo A Grêmio Inter/SM São Paulo Guarany Novo Hamburgo | - Grupo B Internacional Estrela Bagé Farroupilha Santa Cruz | - Grupo C Juventude Gaúcho Brasil Cruzeiro São Borja | - Grupo D Esportivo Caxias Pelotas 14 de Julho Santo Ângelo |

## Fase Final
- Classificação

1º Internacional
2º Grêmio
3º Caxias
4º Esportivo
5º Juventude
6º Novo Hamburgo
Campeão:Internacional

## Artilheiros
- Valdomiro e Jair (Internacional) 15 gols

## Campeão
| Campeonato Gaúcho de 1978          |
| ---------------------------------- |
| INTERNACIONAL Campeão (25º título) |

## Segunda Divisão
Campeão:Riograndense/SM
2º lugar:Cachoeira